# Waidhofen an der Thaya
Waidhofen an der Thaya is an Áon town, with a population of 5,750 as of the 2001 census. Located on the German Thaya river in the district of the same name trong bang Niederösterreich and is the northernmost of the capitals of the Districts of Austria.

## Thành phố kết nghĩa
- Heubach, Đức 1982
- Telč, Cộng hòa Séc 1992